# Кадрово
Кадрово (до 1948 года Сарабуз татарский; укр. Кадрове, крымскотат. Tatar Sarabuz, Татар Сарабуз) — упразднённое село в Симферопольском районе Крыма. Включено в состав села Укромное, сейчас примерно соответствует средней части этого села.

## История
Сарабуз Татарский — название, присвоенное старой, исконной части большого селения Сарабуз, когда в нём образовались районы, населённые жителями других национальностей — русская и болгарская слободы. Впервые в доступных источниках селение упоминается в кадиаскерском акте 1708 года (о разделе земли). В Камеральном Описании Крыма… 1784 года, зафиксировавшем административно-территориально деление Крымского ханства в последний период его существования, записаны три деревни Акмечетского кадылык Акмечетского каймаканства: Сары Хафыс Джарман Кесеке, Сары Хафыс Татар Кесек и Сары Хафыс Сарай Кесек, которые принято считать Сарабузами, и которые, скорее, были приходами-маале одного большого поселения.
После присоединения Крыма к России (8) 19 апреля 1783 года, (8) 19 февраля 1784 года, именным указом Екатерины II сенату, на территории бывшего Крымского Ханства была образована Таврическая область и деревня была приписана к Симферопольскому уезду. После Павловских реформ, с 1796 по 1802 год, входила в Акмечетский уезд Новороссийской губернии. По новому административному делению, после создания 8 (20) октября 1802 года Таврической губернии, Сарабуз (как одна деревня) был включён в состав Кадыкойской волости Симферопольского уезда.
По Ведомости о всех селениях в Симферопольском уезде состоящих с показанием в которой волости сколько числом дворов и душ… от 9 октября 1805 года, в деревне Сарабуз числилось 67 дворов и 553 жителя, исключительно крымских татар. На военно-топографической карте генерал-майора Мухина 1817 года обозначен Сарабуз с 90 дворами. После реформы волостного деления 1829 года Сарабуз сделали центром новообразованной Сарабузской волости (переименованной из Кадыкойской). На карте 1836 года в деревне 119 дворов, как и на карте 1842 года. Согласно Военно-статистическому обозрению Российской Империи 1849 года, Сарабуз относился к крупнейшим деревням Симферопольского уезда с населением 404 человека. По свидетельству Франца Мартыновича Домбровского 1850 года через Сарабуз проходила обывательская почтовая дорога и действовала обывательская почтовая станция.
В 1860-х годах, после земской реформы Александра II, Сарабуз остался центром обновлённой Сарабузской волости. В «Списке населённых мест Таврической губернии по сведениям 1864 года», составленном по результатам VIII ревизии 1864 года, Сарабуз — казённая татарская деревня с 39 дворами, 172 жителями, 3 мечетями, волостным правлением и сельской почтовой станцией при речкѣ Большомъ Салгирѣ (на трёхверстовой карте 1865—1876 годов в деревне Сарабуз показаны 110 дворов). Согласно «Памятной книжке Таврической губернии за 1867 год», деревня Сарабуз была покинута жителями в 1860—1864 годах — в результате эмиграции крымских татар, особенно массовой после Крымской войны 1853—1856 годов, в Турцию, после чего заселена переселенцами из Воронежской губернии. На 1886 год в деревне Сарабуз, согласно справочнику «Волости и важнѣйшія селенія Европейской Россіи», проживало 87 человек в 9 домохозяйствах, находилось волостное правление, действовала школа. В «Памятной книге Таврической губернии 1889 года», включившей результаты Х ревизии 1887 года, в составе Сарабузской волости записан один Сарабуз с 85 дворами и 548 жителями.
После земской реформы 1890 года Сарабузскую волость ликвидировали, а Сарабузы отнесли к Подгородне-Петровской волости. По «…Памятной книжке Таврической губернии на 1892 год» в одной, без разделения на участки, деревне Сарабуз, входившей в Сарабузское сельское общество, числилось 252 жителя в 76 домохозяйствах. На подробной карте 1892 года обозначена одна деревня, подписанная как Сарабузы, с 98 дворами и смешанным русско-болгарско-татарским населением. В «…Памятной книжке Таврической губернии на 1902 год» указано, что в деревне Сарабуз татарский, входившей в Сарабузское сельское общество Подгородне-Петровской волости Симферопольского уезда, числилось 138 жителей в 21 домохозяйстве. По Статистическому справочнику Таврической губернии. Ч.II-я. Статистический очерк, выпуск шестой Симферопольский уезд, 1915 год, в деревне Сарабуз Татарский Подгородне-Петровской волости Симферопольского уезда, дворов и жителей не числилось, а записаны скопщики на вакуфной земле Медресе д. Сарабуз.
После установления в Крыму Советской власти, по постановлению Крымревкома от 8 января 1921 года была упразднена волостная система и село включили в состав вновь созданного Сарабузского района Симферопольского уезда, а в 1922 году уезды получили название округов. 11 октября 1923 года, согласно постановлению ВЦИК, в административное деление Крымской АССР были внесены изменения, в результате которых был ликвидирован Сарабузский район и образован Симферопольский и село включили в его состав. Согласно Списку населённых пунктов Крымской АССР по Всесоюзной переписи 17 декабря 1926 года, в селе Сарабуз Татарский, Ново-Сарабузского сельсовета Симферопольского района, числилось 34 двора, все крестьянские, население составляло 127 человек, из них 119 татар и 8 русских. По данным всесоюзной переписи населения 1939 года в селе проживало 263 человека.
В 1944 году, после освобождения Крыма от фашистов, согласно Постановлению ГКО СССР № 5859 от 11 мая 1944 года, 18 мая крымские татары из Сарабуза были депортированы в Среднюю Азию. 12 августа 1944 года было принято постановление № ГОКО-6372с «О переселении колхозников в районы Крыма» и в сентябре 1944 года в район приехали первые новосёлы (214 семей) из Винницкой области, а в начале 1950-х годов последовала вторая волна переселенцев из различных областей Украины. С 25 июня 1946 года Сарабуз Татарский в составе Крымской области РСФСР. Указом Президиума Верховного Совета РСФСР от 18 мая 1948 года Сарабуз Татарский переименовали в Кадрово. 26 апреля 1954 года Крымская область была передана из состава РСФСР в состав УССР. Решением Крымоблисполкома от 8 сентября 1958 года № 834 Кадрово включили в состав села Укромного (согласно справочнику, в период с 1954 по 1968 год).

### Динамика численности населения
| - 1805 год — 553 чел. - 1849 год — 404 чел. - 1864 год — 172 чел. - 1886 год — 87 чел. - 1889 год — 548 чел. | - 1892 год — 252 чел. - 1902 год — 138 чел. - 1926 год — 127 чел. - 1939 год — 263 чел. |